# パドル (イタリア)
パドル（イタリア語: Padru）は、イタリア共和国サルデーニャ自治州サッサリ県にある、人口約2,100人の基礎自治体（コムーネ）。

## 地理

### 位置・広がり

#### 隣接コムーネ
隣接するコムーネは以下の通り。括弧内のNUはヌーオロ県所属を示す。
- アラ・デイ・サルディ
- ローイリ・ポルト・サン・パーオロ
- オルビア
- サン・テオドーロ
- トルペ (NU)
- ロデ (NU)
- ビッティ (NU)

## 行政

### 分離集落
パドルには、以下の分離集落（フラツィオーネ）がある。
- Biasì, Budò, Cuzzola, Granidolzu, Ludurru, Nodalvu, Pedra Bianca, Sas Enas, Sa Serra, Sos Runcos, Sotza, Tirialzu